# انتخابات ریاست‌جمهوری ایتالیا ( ۲۰۲۲)
انتخابات ریاست جمهوری ۲۰۲۲ ایتالیا بین ۲۴ تا ۲۹ ژانویه ۲۰۲۲ در رم، ایتالیا برگزار گردید. رئیس‌جمهور ایتالیا توسط یک مجمع مشترک مرکب از پارلمان ایتالیا و نمایندگان منطقه‌ای انتخاب می‌شود. روند انتخابات که چندین روز به طول انجامید در نهایت به اوج خود رسید، و در آن رئیس‌جمهور فعلی سرجیو ماتارلا برای دور دوم مورد تأیید قرارگرفت، و در هشتمین رأی‌گیری با مجموع ۷۵۹ رأی به عنوان دومین نفر پس از ساندرو پرتینی در انتخابات ۱۹۷۸ به پیروزی دست یافت، و به عنوان دومین رئیس‌جمهوری شد که برای بار دوم انتخاب می‌شود. جورجیو ناپولیتانو سلف او اولین رئیس‌جمهور بود که مجدداً انتخاب شده بود.
ماتارلا در انتخابات مقدماتی حضور در دورهٔ دوم را رد کرده بود. اما در ۲۹ ژانویه ۲۰۲۲ موافقت خود را برای حضور در دوره دوم اعلام کرد. در این فاصله اکثر رهبران حزب از جمله ماریو دراگی، نخست‌وزیر ایتالیا، از او خواستند تا نامزدی مشترک آنها را برای یک دوره دیگر بپذیرد. ماتارلا قبلاً نیز در چندین دور رأی‌گیری از حمایت قابل توجه و رو به رشدی برخوردار شده بود، یعنی کسب ۱۲۵ رأی در رأی‌گیری سوم، ۱۶۶ رأی در رأی‌گیری چهارم، ۳۳۶ رأی در رأی‌گیری ششم، و ۳۸۷ رأی در رأی‌گیری هفتم وی از ۱۹۹۲ در میان انتخابات برگزار شده ریاست جمهوری ایتالیا، نسبت به اسکار لوئیجی اسکالفارو که در نهایت در شانزدهمین رأی‌گیری انتخاب شد، بیشترین تعداد رأی را به خود اختصاص داده‌است.

## تاریخ

### پیشینه سیاسی (۲۰۲۱–۲۰۱۵)

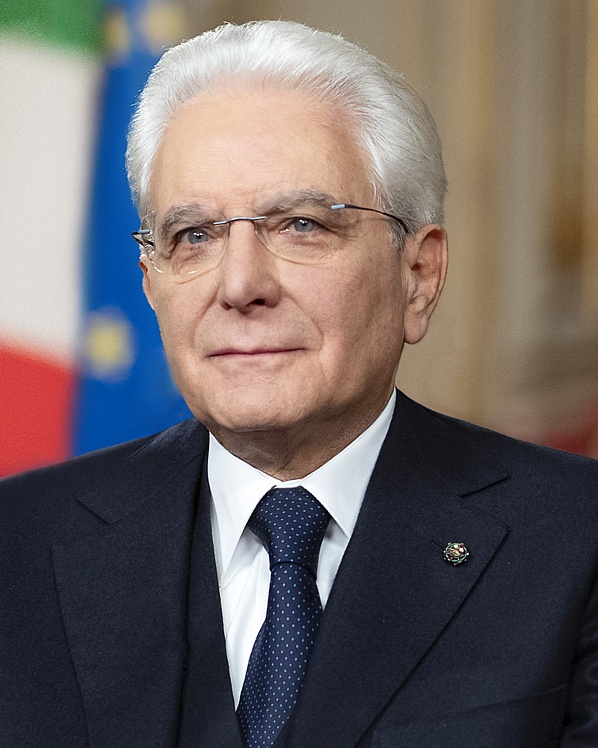
رئیس‌جمهور فعلی سرجیو ماتارلا دوره ریاست‌جمهوری دور اول او در فوریه ۲۰۲۲ به پایان می‌رسد. او موافقت خود را پس از به پایان رسیدن دور دوم، تأیید کرد.

رئیس‌جمهور فعلی سرجیو ماتارلا در ۲۰۱۵ توسط پارلمان و نمایندگان منطقه انتخاب شد. ماتارلا توسط ائتلاف چپ میانه به رهبری ماتئو رنتسی، نخست‌وزیر وقت و دبیر حزب دموکرات (PD) حمایت شد و از حمایت گسترده‌ای برخوردار شد. نتیجه همه‌پرسی قانون اساسی ایتالیا در ۲۰۱۶ منجر به استعفای رنتزی و تشکیل کابینه جنتیلونی به ریاست پائولو جنتیلونی شد، وی که در آن زمان معاون حزب دموکرات بود، به عنوان نخست‌وزیر، انتخاب شد.
انتخابات عمومی ۲۰۱۸ باعث شد تا مجلس معلق شود. متعاقب آن پس از انجام مذاکرات جنبش پنج ستاره (M5S) و لیگ (Lega) برای تشکیل دولت، کابینه جدیدی به رهبری جوزپه کونته، استاد حقوق متمایل به M5S تشکیل شد. در طول تشکیل دولت، نقش ماتارلا به ویژه زمانی اهمیت یافت که او از انتصاب پائولو ساوونا، اقتصاددان اروپایی شکاک به عنوان وزیر دارایی کابینه خودداری کرد.
در اوت ۲۰۱۹، ماتئو سالوینی، رهبر لگا، پس از افزایش تنش‌ها در میان اکثریت، تقاضای عدم رأی اعتماد به کونته را اعلام کرد. بسیاری از تحلیلگران سیاسی معتقد بودند که طرح عدم رأی اعتماد تلاشی بوده برای ملزم کردن دولت به برگزاری انتخابات زودهنگام و بهبود جایگاه لگا در پارلمان ایتالیا تا سالوینی به این ترتیب بتواند نخست‌وزیر بعدی شود. در ۲۱ اوت، ماتارلا رایزنی‌ها را با تمام گروه‌های پارلمانی آغاز کرد. در همان روز، هدایت ملی PD رسماً برای تشکیل کابینه جدید در ائتلاف با M5S افتتاح شد. در ۲۹ اوت، ماتارلا کونته را به کاخ کوئیرینال احضار کرد تا به او وظیفه تشکیل کابینه جدید را ابلاغ کند.
در ۲۰۲۰، ایتالیا به یکی از کشورهایی تبدیل شد که بدترین آسیب را از دنیاگیری کووید-۱۹ متضرر شده‌است. دولت کونته اولین کشوری در دنیای غرب بود که برای جلوگیری از گسترش این بیماری، قرنطینه ملی همه‌گیر را اجرا کرد. علیرغم تأیید گسترده افکار عمومی، قرنطینه همه‌گیر کووید-۱۹ در ایتالیا همچنین به عنوان بزرگ‌ترین سرکوب حقوق اساسی در تاریخ جمهوری ایتالیا توصیف شد. ماتارلا بحران کووید-۱۹ را به عنوان «سه وضعیت اضطراری در جبهه‌های بهداشتی، اجتماعی و اقتصادی» توصیف کرد که به یک دولت باثبات نیاز داشت و اطمینان حاصل کرد که پس از سقوط کابینه کونته با کسب محبوبیت بالا، دولت جدیدی تشکیل می‌شود. همراه با امکان بیس.
در ژانویه ۲۰۲۱، ایتالیا ویوا (IV) رنزی، یکی از اعضای ائتلاف حامی کابینه کونته، حمایت خود از دولت پس گرفت. اگرچه کونته در روزهای بعد در پارلمان رأی اعتماد به دست‌آورد، اما تصمیم گرفت استعفا دهد، زیرا نتوانست به اکثریت مطلق در مجلس سنای جمهوری دست یابد. پس از شکست مذاکرات برای تشکیل کابینه سوم کونته، رئیس‌جمهور ماتارلا، ماریو دراگی، رئیس سابق بانک مرکزی اروپا را به عنوان نخست‌وزیر در رأس دولت وحدت ملی متشکل از تکنوکرات‌ها و سیاستمداران مستقل M5S، لیگا، PD، منصوب کرد. IV، فورزا ایتالیا (FI)، و آزاد و برابر (LeU).

### رقابت برای ریاست جمهوری (۲۰۲۲–۲۰۲۱)
در سال ۲۰۲۱، پرزیدنت ماتارلا با یادآوری اظهارات مشابهی که توسط اسلاف خود آنتونیو سنی و جیووانی لئونه مطرح شده بود، برای دور دوم که توسط نیروهای سیاسی مختلف کاندید شد، شرکت نکرد. دیگر شخصیت‌های سیاسی گفتند قصد ندارند به عنوان رئیس‌جمهور نامزد شوند، از جمله رومانو پرودی، اما بونینو، و لیلیانا سگره.

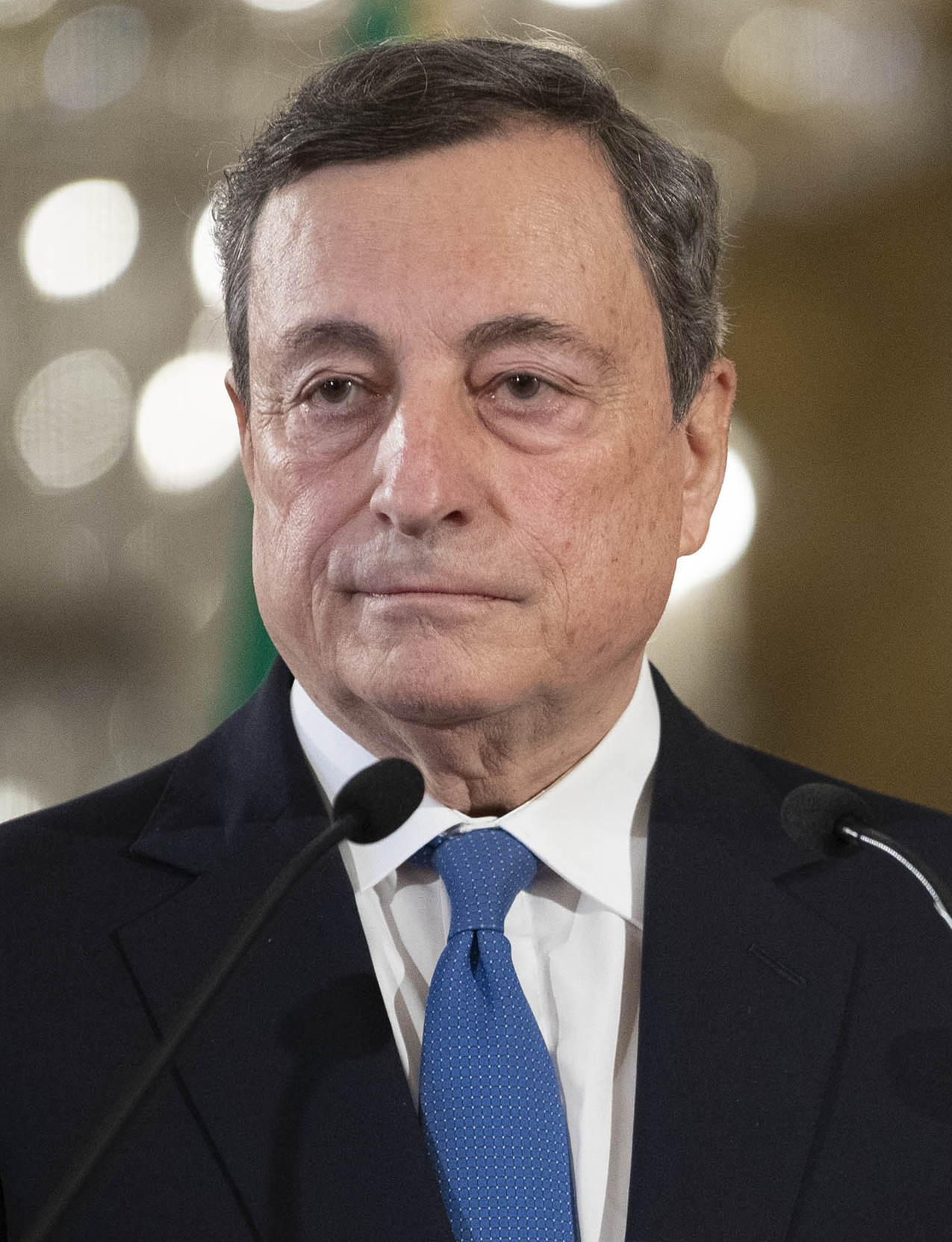
نخست‌وزیر ماریو دراگی به‌طور گسترده به عنوان جانشین احتمالی ماتارلا شناخته می‌شد.

| </img>               |                      |         |          |                           |                           |                    |
| پارلمانی {{سخ}} گروه | پارلمانی {{سخ}} گروه | معاونین | سناتورها | منطقه ای {{سخ}} نمایندگان | جمع {{سخ}} انتخاب کنندگان | ٪ از {{سخ}} مونتاژ |
|                      | جنبش پنج ستاره       | ۱۵۷     | ۷۳       | ۴                         | ۲۳۴                       | ۲۳٫۲               |
|                      | لیگ                  | ۱۳۳     | ۶۴       | ۱۵                        | ۲۱۲                       | ۲۱٫۰               |
|                      | حزب دمکرات           | ۹۵      | ۴۰       | ۲۰                        | ۱۵۵                       | ۱۵٫۴               |
|                      | Forza Italia – UDC   | ۷۹      | ۵۲       | ۱۰                        | ۱۴۱                       | ۱۴٫۰               |
|                      | برادران ایتالیایی    | ۳۷      | ۲۱       | ۶                         | ۶۴                        | ۶٫۳                |
|                      | ایتالیا ویوا         | ۲۹      | ۱۵       | ۰                         | ۴۴                        | ۴٫۴                |
|                      | کوراجو ایتالیا       | ۲۲      | ۹        | ۱                         | ۳۲                        | ۳٫۲                |
|                      | آزاد و برابر         | ۱۲      | ۶        | ۰                         | ۱۸                        | ۱٫۸                |
|                      | گروه مختلط           | ۶۶      | ۴۱       | ۲                         | ۱۰۹                       | ۱۰٫۸               |
| جمع                  | جمع                  | ۶۳۰     | ۳۲۱      | ۵۸                        | ۱۰۰۹                      | ۱۰۰٫۰              |